# 小行星5539
小行星5539（英語：5539 Limporyen）是一颗围绕太阳公转的小行星。1965年10月16日，紫金山天文台在南京发现了此天体。
这颗小行星的绝对星等为121.8796923979736等。